# Eleições presidenciais no Turcomenistão em 2022
Eleições presidenciais antecipadas foram realizadas no Turquemenistão em 12 de março de 2022. Esta foi a sexta eleição presidencial do Turquemenistão, com o vencedor previsto para cumprir um mandato de sete anos até 2029.
A eleição foi convocada depois que Gurbanguly Berdimuhammedow anunciou sua intenção de renunciar. O Partido Democrático, que governa o país desde que a independência foi alcançada em 1991, escolheu o filho de Berdimuhamedow, Serdar Berdimuhamedow como seu candidato. Berdimuhamedow venceu com 72,97% dos votos em uma eleição vista por muitos observadores internacionais como nem livre nem justa.

## Contexto
Nenhuma eleição no Turquemenistão foi livre e justa. As eleições de 2022 ocorreram em um contexto autoritário. O país foi descrito como uma ditadura totalitária sob o governo de Saparmurat Niyazov e Gurbanguly Berdimuhammedow. O Partido Democrático do Turquemenistão (TDP) é visto como a única força legítima, com outros partidos tendo sido fundados após 2012, a fim de dar a aparência de um sistema multipartidário. Todas as partes jurídicas atualmente apoiam o governo.
Em 2012, a Constituição foi alterada para estender o mandato de presidentes de cinco para sete anos e retirar o limite de idade de 70 anos. Isso foi visto como um esforço para permitir que Gurbanguly Berdimuhammedow permanecesse no cargo. Apesar disso, ele sinalizou sua renúncia apenas cinco anos em seu mandato de sete anos. Em 12 de fevereiro de 2022, os Mejlis aprovaram uma resolução que previa a eleição para 12 de março, de acordo com o artigo 81 da Constituição. O filho do presidente, Serdar Berdimuhamedow, foi amplamente visto como o sucessor de seu pai.

## Sistema eleitoral
O presidente do Turquemenistão é eleito usando o sistema de dois turnos para um mandato de sete anos. A idade mínima para um candidato é de 40 anos.

## Resultados
O Comitê Central de Eleições informou em 15 de março que Serdar Berdimuhamedow venceu a eleição com 72,97% dos votos. Hydyr Nunnaýew ficou em segundo lugar com 11,09%. Ao contrário das eleições anteriores, os resultados preliminares não estavam disponíveis no dia seguinte à eleição.
| Candidato                            | Partido                               | Votos     | %     |
| ------------------------------------ | ------------------------------------- | --------- | ----- |
| Agajan Bekmyradow                    | Partido Agrário do Turquemenistão     |           | 7.22  |
| Babamyrat Meredow                    | Partido dos Industriais e Empresários |           | 1.08  |
| Berdimämmet Gurbanow                 | Independente                          |           | 2.22  |
| Hydyr Nunnaýew                       | Independente                          |           | 11.09 |
| Kakageldi Saryýew                    | Independente                          |           | 1.09  |
| Maksat Ödeşow                        | Partido Democrático do Turquemenistão |           | 1.15  |
| Maksatmyrat Öwezgeldiýew             | Independente                          |           | 1.16  |
| Perhat Begenjow                      | Partido Democrático do Turquemenistão |           | 2.02  |
| Serdar Berdimuhamedow                | Partido Democrático do Turquemenistão |           | 72.97 |
| Total                                |                                       |           |       |
|                                      |                                       |           |       |
| Total de votos                       | Total de votos                        | 3,362,052 | –     |
| Eleitores registrados/comparecimento | Eleitores registrados/comparecimento  | 3,460,080 | 97.17 |
| Fonte: Turquemenistão Hoje           |                                       |           |       |